# Magas sarok, alvilág
A Magas sarok, alvilág (eredeti címe: High Heels and Low Lifes) 2001-ben bemutatott brit–amerikai akcióvígjáték-dráma, amelyet Kim Fuller forgatókönyvéből Mel Smith rendezett. A főbb szerepekben Minnie Driver, Mary McCormack és Kevin McNally látható. 
Az Egyesült Királyságban 2001. július 16-án, az Egyesült Államokban október 26-án mutatták be. Magyarországon 2001. december 20-tól vetítették a mozikban.

## Cselekmény
A Londonban élő Ray lehallgatja mások telefonbeszélgetéseit. Ápolónő barátnője, Shannon és annak barátnője, a szinkronszínész Frances egy nemrég történt bankrablásról szereznek tudomást, amelynek során 10 millió font tűnik el. A rendőrség nem hisz Shannon és Frances bejelentésének. A nők felhívják a gengszterbandát, és egymillió fontot követelnek hallgatásukért. Kerrigan maffiafőnök nyomást gyakorol Dannyre, hogy megszabaduljon a zsarolóktól. Ennek következtében a bűnözők levadásszák őket. Egy pénzzel teli bőröndről, amelyet Mason egy megbeszélt helyen kidob egy vonatból, kiderül, hogy bomba.
A nők visszavágnak, és betörnek Mason házába, legyőzve és megkötözve a férfit. Shannon halálos adag inzulin beadásával fenyegeti meg, ha nem árulja el, hol van elrejtve a pénz a házában. Mason csak akkor hiszi el, hogy Shannon valóban képes lenne megölni őt, amikor Shannon és Frances vitát színlel, és Shannon látszólag megöli Francest. A férfi felfedi a páncélszekrény helyét és kombinációját.
Mason egyik segítője megérkezik a házhoz, de a halottnak hitt Frances megvédi a barátnőjét, és felhasználja a Mason kiterjedt gyűjteményéből származó fegyvereket. A nők elveszik a pénzt és elmenekülnek. Shannon egymillió fontot adományoz a kórházának orvosi eszközök formájában. A pénz egy része azonban nála és Francesnél marad, amelyből Shannon egy sportautót vásárol.

## Szereplők
| Szerep                          | Színész           | Magyar hangja     |
| ------------------------------- | ----------------- | ----------------- |
| Shannon                         | Minnie Driver     | Tóth Ildikó       |
| Frances                         | Mary McCormack    | Kéri Kitty        |
| Mason                           | Kevin McNally     | Haás Vander Péter |
| Tremaine                        | Mark Williams     | Várkonyi András   |
| McGill                          | Kevin Eldon       | Csankó Zoltán     |
| Kerrigan                        | Michael Gambon    | Fodor Tamás       |
| Danny                           | Danny Dyer        | Csőre Gábor       |
| Barry                           | Len Collin        | Szabó Győző       |
| Ray                             | Darren Boyd       | Rába Roland       |
| Tony                            | Simon Scardifield | Simonyi Balázs    |
| orvos                           | Ranjit Krishnamma | Breyer Zoltán     |
| rendőrőrmester                  | Michael Attwell   | Várday Zoltán     |
| Rogers rendőrfőnök              | Julian Wadham     | Forró István      |
| egyenruhás rendőr               | Tom Ellis         | n.a               |
| Charlie, fiatalkorú gyanúsított | Danny Babington   | Előd Álmos        |
| szinkronrendező                 | John Sessions     | Pálfai Péter      |
| Paul, csapos                    | Paul Brown        | Beratin Gábor     |
| Mr Winters                      | James Garbutt     | n.a               |
| sofőr                           | Patrick Baladi    | n.a               |
| farmer                          | Hugh Bonneville   | Hannus Zoltán     |

## Fogadtatás

### Kritikai visszhang
A film negatív kritikákat kapott. A Rotten Tomatoeson 20%-os minősítést ért el 30 értékelés alapján. Kevin Thomas a Los Angeles Timestól azt írta: „A Magas sarok, alvilágban azonban nincsenek magasságok. Csak mélypontok.” Moira MacDonald a Seattle Timestól azt írta: „Egy harsány és végső soron idegesítő mese.” Carla Meyer a San Francisco Chronicle-től azt írta: „Akárcsak a designer öltönyök, amelyeket Driver a karaktere csekély jövedelme ellenére visel, a Magas sarok, alvilág nem a valóságról szól, hanem öltözködésről.”
A Metacritic 39 pontot kapott a 100-ból 7 vélemény alapján. Derek Elley a Varietytől azt írta: „Szórakoztató csajos film minden korosztálynak és nemnek.” William Arnold a Seattle Post-Intelligencertől azt írta: „A film egy mocskos szájú brit alvilági vígjáték, így talán abban reménykednek, hogy a Blöff és A Ravasz, az Agy és két füstölgő puskacső című filmek csípős közönségét vonzza majd.” Kevin Maynard a Mr. Showbiz-től azt írta: „Élvezetes női haverkalandfilm - inkább Szemérmetlen szerencse, mint egy Thelma és Louise.”

### Bevétel adatok
A Box Office Mojo szerint a film veszteséges volt. A 10 millió dolláros költségvetésből készült film mindössze 2,3 millió dollár bevételt termelt.